# EPIC 206169375
EPIC 206169375 — одиночная звезда в созвездии Водолея на расстоянии приблизительно 1726 световых лет (около 529 парсеков) от Солнца. Видимая звёздная величина звезды — +12,55m.
Вокруг звезды обращается, как минимум, одна планета.

## Характеристики
EPIC 206169375 — жёлто-белая звезда спектрального класса F. Масса — около 1,096 солнечной, радиус — около 1,18 солнечного, светимость — около 1,953 солнечной. Эффективная температура — около 6288 К.

## Планетная система
В 2018 году командой астрономов, работающих с фотометрическими данными в рамках проекта Kepler K2, было объявлено об открытии планеты.